# (18581) Batllo
(18581) Batllo est un astéroïde de la ceinture principale.

## Description
(18581) Batllo est un astéroïde de la ceinture principale. Il fut découvert le 7 décembre 1997 à Caussols par le projet ODAS. Il présente une orbite caractérisée par un demi-grand axe de 2,36 UA, une excentricité de 0,05 et une inclinaison de 6,7° par rapport à l'écliptique.

## Compléments